# Читинский уезд
Чити́нский уе́зд (Читинский округ) — административно-территориальная единица Забайкальской области Российской империи, Российской республики, Дальневосточной республики, Забайкальской губернии РСФСР. 
Административный центр — город Чита (также центр области и губернии). Территория — 112 746 кв. вёрст или 10 548 650 десятин. Население — 141 154 чел. (1913 (?)).

## История
В 1851 году в составе Забайкальской области был образован Читинский округ.
В 1901 году Читинский округ реорганизован в Читинский уезд. 
В 1920—1922 годах уезд входил в состав Забайкальской области Дальневосточной республики (ДВР), после ликвидации ДВР — в Забайкальскую губернию. 
В 1926 году Читинский уезд упразднён, его территория вошла в состав Читинского округа Дальневосточного края.

## Современное состояние
На территории бывшего Читинского уезда Забайкальской области сейчас располагаются территории города Чита: Ингодинский район; Агинского Бурятского округа: Агинский, Дульдургинский и Могойтуевский районы; Карымский, Нерчинский, Читинский, Шилкинский район, Борзинский район.

## География

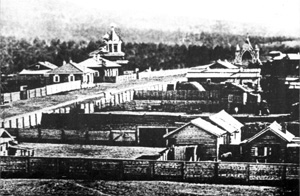
Богородицкий женский монастырь. 1910 год

Занимая центральное положение в Забайкальской области, Читинский уезд граничит к северо-востока с Якутской областью. Большая его часть расположена на возвышенном нагорье. По юго-западной и западной его границам проходит Становой или Яблоновый хребет, переходящий севернее города Читы совершенно в пределы уезда, простираясь между реками Куренгой и Нерчей к северо-востоку до границы Якутской области, в которую и уходит. Средняя высота этого хребта на юго-западе достигает до 4000 футов, при перевале через него Забайкальской железной дороги около города Читы — до 3400 футов, а еще далее — до 3200 футов. В юго-западной части от горной группы Чокондо, которая в высшей своей точке (горе того же имени) возвышается до 8260 футов, между реками Ингодой и Ононом простирается хребет Даурский. К северу от него между реками Ингодой и Аленгуем тянется Занкинский хребет. Юго-восточную часть уезда заполняют отроги Адун-Челонского хребта, а северо-восточную часть уезда между реками Читой и Нерчей — отроги левобережного Нерчинского горного хребта.
Южная и юго-восточная части уезда представляют довольно обширные низменности и степные пространства. Так, на реке Турге, впадающей в реку Онон, лежит Тургинская степь.
Между реками Ононом и Агой простирается на 300 вёрст в длину, на 100 вёрст в ширину Агинская степь, перерезанная невысокими горами и холмами, в которых заключаются медные и оловянные месторождения; эта степь изобилует озерами и прекрасными пастбищами, перемежающимися с березовыми перелесками.
Главными реками уезда могут считаться Ингода и Онон. Ингода всецело принадлежит уезду, начинаясь в юго-западном углу уезда в Чокондской группе гор, река орошает юго-западную его часть, от впадения в неё реки Читы пересекает уезд поперек в восточном и юго-восточном направлении до соединения своего с Ононом, где они образуют реку Шилку, протекающую в юго-восточном направлении до границы Нерчинского уезда. Ингода в половодье река сплавная, но несудоходная.
По южной и восточной окраине уезда протекает река Онон, берущая начало в Монголии. В обе эти реки впадает много рек, из них главнейшие — Чита и Кручина — впадают в Ингоду с левой стороны, Аленгуй и Тура — с правой; в Онон впадают слева Иля и Ага, а справа — Турга и Унда. По северо-западной границе уезда протекает река Витим со значительным правым притоком Каренгой или Куренгой, принадлежащей уезду всецело. Озер соленых и горько-соленых много, особенно на пространстве между реками Ононом и Агой, из них более известное соленое Горбунское озеро; из пресноводных более значительное озеро Кенонское в 10 верстах от города Читы.
Много минеральных целебных источников: сернистый Кукинский (в 40 верстах от города Читы), Старо-Дарасунские и Малоковские железные воды, железно-щелочные Александровские, известковые Макавеевские (в 50 верстах от города Читы); большей частью на водах имеются помещения для больных.

## Климат
Климат уезда континентальный, характеризуется сухостью воздуха, жарким летом и холодными, малоснежными зимами; вообще температура воздуха с ноября по март стоит ниже нуля, в прочие же месяцы выше; средняя годовая температура города Читы +1,28°, самого холодного месяца, января, −27 °, самого теплого, июля, +18,5°. Осадками уезд вообще беден; их больше всего летом в июле и августе, тем не менее нередко лето сопровождается засухой — бездождием и суховеями. В общем климат уезда здоров, эпидемии здесь редки.

## Население
В уезде 141 154 жителя (мужчин 75502, женщин 65512). На 1 кв. версту приходится 1,18 жителя; на 100 женщин — 117 мужчин. Дворян — 541, духовных — 384, городских сословий — 4650, крестьян — 38700, казаков — 8750, инородцев (преимущественно бурят) — 71955, ссыльнопоселенцев — 9930, иностранцев — 90, разночинцев — 1350, воинских чинов — 4804. Православных — 56 %, буддистов-ламаистов — 41 %, католиков — 1/2 %, евреев — 1/2 %, прочих исповеданий — 2 %.

## Экономика

### Землепользование
В уезде в 1895 г. считалось земли: усадебной 3722 десятины, огородной и садовой 1755 десятин, пахотной 758800 десятин, лугов и сенокосов 605600 десятин, лесов 1700000 десятин, земли удобной, но неразработанной 2600000 десятин и вовсе неудобной 369000 десятин.

### Земледелие
Земледелие и скотоводство составляют главное занятие населения Читинского уезда. В 1900 г. было посеяно разного рода хлебов 46113 четвертей и картофеля 3557 четвертей. Огородничество развито слабо; им занимаются преимущественно русские. Садоводство и пчеловодство в зачаточном состоянии.

### Скотоводство
Скотоводством занимаются преимущественно буряты. В уезде числилось в 1899 г. лошадей 161420, крупного рогатого скота — 371930 голов, овец и коз — 382620, свиней — 19950; у бродячих тунгусов есть, кроме того, олени. Скотоводство вообще делает успехи, и количество домашних животных увеличивается ежегодно по крайней мере на 5 %. Больше всего скота имеют буряты; у них приходится домашнего скота по 17 голов на душу, тогда как у крестьян и казаков — не более двух. Местный рогатый скот — мелкий и маломолочный; лошади хотя небольшого роста, но чрезвычайно выносливы и неприхотливы. Овцы курдючные, мелкорослые и с грубой шерстью, которой получается по 2 1/2 фунта с головы.

### Промыслы
Лесной промысел ограничивается заготовкой дров и небольшим сплавом леса в плотах в Амурский край. Сбор кедровых орехов производится для местных потребностей. Звероловный промысел в упадке; им занимаются в северо-западной и северо-восточной частях уезда бродячие тунгусы. Рыболовство существует как подспорье к домашнему хозяйству. Извозный промысел с проведением Забайкальской железной дороги и ветви к Китайской границе совсем упал. Кустарная промышленность слаборазвита.

### Прииски
Некогда процветавшая в уезде золотопромышленность ныне в упадке. Золотые прииски расположены по системам рек Ингоды, Нерчи и Онона. Еще недавно на этих системах разрабатывалось до 29 золотых приисков, с 1000 рабочими, и добывалось золота от 16 до 22 пудов. В 1896 г. работало всего 11 приисков, с 500 рабочими, и золота добыто 10 пудов; в 1897 г. работало 6 приисков, с 200 рабочими, и золота добыто всего 2 1/2 пуда.

### Промышленность
Заводская промышленность существует в Чите, но, если не считать сельских мукомольных мельниц, кузниц и тому подобных мелких производств, почти отсутствует в уезде.

### Торговля
Торговля в уезде незначительна, торговых поселков мало, обороты нескольких сельских ярмарок и базаров невелики.

## Транспорт
Пути сообщения неблагоустроенны; грунтовые и проселочные дороги поддерживаются кое-как натуральной повинностью. С проведением железных дорог бывший почтовый тракт почти заброшен. В уезде 11 железнодорожных станций. Со станции Карымской идет железнодорожная ветвь в Маньчжурию.

## Административное устройство
В 1913 году уезд делился на 11 крестьянских волостей, 1 отдельное общество; последние были до 1903 года инородческими степными думами (Агинская и Урульгинская).

Волости:
1. Александровская волость — с. Александровское,
2. Кенонская волость — с. Кенон,
3. Николаевская волость — с. Николаевское,
4. Оловская волость — с. Старо-Оловское,
5. Татауровская волость — с. Татауровское,
6. Тыргетуевская волость — с. Тыргетуй,
7. Ундинская волость — с. Ундинское,
8. Ундургинская волость — с. Ундургинское,
9. Успенская волость — с. Нижне-Ключевское,
10. Усть-Илинская волость — с. Усть-Иля,
11. Чиронская волость — с. Чирон

Отдельное общество:
1. Икоральское инор

## В 1914 году в составе уезда упоминаются
Станицы:
1. Кайдаловское — правление в станице Кайдаловская
2. Макковеевское — правление в станице Макковеевская
3. Размахнинское — правление в станице Размахнинская
4. Титовское — правление в станице Титовская

Волости:
1. Агинская инор волость
2. Зюльзинская инор волость
3. Кужертаевская инор волость
4. Маньковская инор волость
5. Олинская волость
6. Онгоцонская инор волость
7. Урульгинская инор волость
8. Цугольская инор волость
9. Шундуинская инор волость

Отдельное общество:
1. Улдургинское инор

## Религия, образование, медицина
Православных церквей — 24, буддийских дацанов — 7.
Число сельских школ недостаточно; на одного учащегося приходится 9 неучащихся. В таком же неудовлетворительном положении находится и врачебное дело.